# Principalisti iraniani
Per principalisti iraniani (in iraniano جناح اصولگرایان جمهوری اسلامی ایران) o conservatori iraniani si intende uno dei due principali campi politici dell'Iran post-rivoluzionario, collocato a destra, opposto ai riformisti. Le ideologie più diffuse sono il conservatorismo, l'islamismo, la teocrazia e la Velayat-e faqih, ma sono anche presenti delle fazioni che sostengono il populismo di destra, il tradizionalismo, la realpolitik e il fondamentalismo islamico. Secondo un sondaggio condotto dall'Iranian Students Polling Agency (ISPA) nell'aprile del 2017, il 15% degli iraniani si identifica come principalista (contro il 28% riformista). Attualmente i principalisti dominano l'Assemblea degli Esperti e il Consiglio dei Guardiani della Costituzione.